# Джексон, Скай
Скай Джексон (англ. Skai Jackson; род. 8 апреля 2002, Нью-Йорк) — американская актриса, наиболее известная по роли Зури Росс в телесериале канала Disney «Джесси» и его спин-оффе «Летний лагерь».

## Ранние годы
Скай Джексон родилась 8 апреля 2002 года в Нью-Йорке, США. 

## Карьера
Начала свою карьеру как модель. Первой её ролью был независимый фильм 2007 года Liberty Kid. С 2011 по 2015 год играла одну из главных ролей (Зури Росс) в телесериале канала Disney «Джесси». В 2015 году был анонсирован спи-офф этого сериала под названием «Летний лагерь», где она также играет роль Зури Росс. Также в 2014 году в качестве приглашённой звезды она принимала участие в озвучивании эпизода мультсериала канала Disney XD «Совершенный Человек-паук».

## Личная жизнь
Джексон состоит в отношениях с Деондре Бёрджином. В январе 2025 года у пары родился первенец — Касаи.

## Фильмография
| Год       |    | Русское название           | Оригинальное название              | Роль                         |
| --------- | -- | -------------------------- | ---------------------------------- | ---------------------------- |
| 2007      | ф  | —                          | Liberty Kid                        | Дестини в 3 года             |
| 2009      | ф  | Нянька по вызову           | The Rebound                        | маленькая девочка в музее #1 |
| 2010      | мс | Команда Умизуми            | Team Umizoomi                      | н/д                          |
| 2010      | с  | Дорогой доктор             | Royal Pains                        | Мэдди Филлипс                |
| 2011      | ф  | Артур. Идеальный миллионер | Arthur                             | маленькая девочка            |
| 2011      | ф  | Смурфики                   | The Smurfs                         | брыкающаяся девочка          |
| 2011      | тф | —                          | Disney Monstober                   | Зури                         |
| 2011      | с  | Подпольная империя         | Boardwalk Empire                   | Аделин Уайт                  |
| 2011—2013 | мс | Гуппи и пузырики           | Bubble Guppies                     | маленькая рыбка              |
| 2011—2015 | с  | Джесси                     | Jessie                             | Зури Росс                    |
| 2012      | мс | Сорвиголова Кик Бутовски   | Kick Buttowski: Suburban Daredevil | Мэдисон                      |
| 2012      | с  | Остин и Элли               | Austin & Ally                      | Зури Росс                    |
| 2012      | с  | —                          | Odessa                             | Одесса                       |
| 2013      | ф  | G.I. Joe: Бросок кобры 2   | G.I. Joe: Retaliation              | дочь Роудблока               |
| 2013      | тф | Уотсоны едут в Бирмингем   | The Watsons Go to Birmingham       | Джоэтта                      |
| 2013      | с  | Держись, Чарли!            | Good Luck Charlie!                 | Зури Росс                    |
| 2014      | мс | Даша-путешественница       | Dora the Explorer                  | Айза                         |
| 2014      | тф | —                          | My Dad’s a Soccer Mom              | Лейси Кейси                  |
| 2014      | мс | Совершенный Человек-паук   | Ultimate Spider-Man                | Зури Росс                    |
| 2015      | с  | —                          | Minay TV                           | гость                        |
| 2015      | с  | Кей Си. Под прикрытием     | K.C. Undercover                    | Зури Росс                    |
| 2015—2018 | с  | Летний лагерь              | Bunk’d                             | Зури Росс                    |
| 2018      | мс | Восход Marvel: Инициация   | Marvel Rising: Initiation          | Глори Грант                  |
| 2018      | тф | —                          | Culture Clash                      | Аиша                         |
| 2019      | мс | —                          | Dragons: Rescue Riders             | Саммер                       |